# Kutamandiri
Kutamandiri is een bestuurslaag in het regentschap Sumedang van de provincie West-Java, Indonesië. Kutamandiri telt 8308 inwoners (volkstelling 2010).